# آرثر جاكوبس
آرثر جاكوبس (بالإنجليزية: Arthur P. Jacobs)‏ (و. 1922 – 1973 م) هو منتج أفلام أمريكي، ولد في لوس أنجلوس، توفي في بيفرلي هيلز كاليفورنيا، عن عمر يناهز 51 عاماً.

## وصلات خارجية
- آرثر جاكوبس على موقع IMDb (الإنجليزية)
- آرثر جاكوبس على موقع قاعدة بيانات الفيلم (الإنجليزية)

- آرثر جاكوبس في قاعدة بيانات الأفلام على الإنترنت